# Крупець (станція)
Крупець — станція Орловської дирекції Московської залізниці на лінії Хутір-Михайлівський — Ворожба.
Розташована неподалік від села Крупець Рильского району Курської області між станціями Есмань (28 км) та Тьоткіно (43 км).
Із 30 травня 2010 року пасажирське сполучення припинене.